# Listă de umoriști americani

## A
- Joel Achenbach
- Cecil Adams
- Nick Adams
- Scott Adams
- Harry W. Addison
- George Ade
- Algonquin Round Table
- Steve Altes
- Louie Anderson
- Isaac Asimov

## B
- George William Bagby
- James Montgomery Bailey
- Terry Bain
- Russell Baker
- Daniel J. Barrett
- Dave Barry
- Robert Benchley
- Josh Billings
- Stanley Bing
- Arthur Bloch
- Rob Bloom
- Roy Blount, Jr.
- Amir Blumenfeld
- Tom Bodett
- Erma Bombeck
- Michael Breckenridge
- Charles Frederick Briggs
- Jim Brighters
- Max Brooks
- Bill Bryson
- Art Buchwald
- Lord Buckley
- Robert Jones Burdette
- Gelett Burgess
- Augusten Burroughs
- Ellis Parker Butler

## C
- W. Bruce Cameron
- Charlie Chaplin
- George Carlin
- Guy Wetmore Carryl
- Adam Cayton-Holland
- Octavus Roy Cohen
- Frederick Swartwout Cozzens
- Homer Croy
- Will Cuppy

## D
- Peter De Vries
- Dan DeQuille
- Desmond Devlin
- John Dimes
- Dixon Lanier Merritt
- Jack Douglas
- Cindy Droog
- Finley Peter Dunne
- Dwayne Kennedy
- Stephan Dweck

## E
- Dave Eggers
- Evan Esar
- Willard R. Espy

## F
- Chuck Fager
- Bruce Feirstein
- Michael Feldman
- Michelle Ferguson-Cohen
- Eugene Field
- Terrence Fleming
- Ze Frank
- Al Franken
- Stan Freberg
- David Freedman
- Kinky Friedman
- Billy Frolick
- Polly Frost

## G
- Hugh Gallagher
- Eric Garcia
- Becky Garrison
- Oliver Gaspirtz
- Veronica Geng
- Michael Gerber
- Rube Goldberg
- Jonathan Goldstein
- Slim Goodbuzz
- Dan Gookin
- Ron Goulart
- John Gould
- Lewis Grizzard
- Dick Guindon
- Arthur Guiterman

## H
- Mary Hamman
- Jack Handey
- Johnny Hardwick
- George Washington Harris
- Oliver Herford
- Don Herold
- Harry Hershfield
- John Hodgman
- Johnson J. Hooper
- Kin Hubbard
- Mac Hyman
- Peter Hyman

## J
- A.J. Jacobs
- Henry Jacobs
- Roberta Beach Jacobson
- David Javerbaum
- Julie Tilsner

## K
- Aaron Karo
- Mark Katz
- George S. Kaufman
- Kevin Keck
- Garrison Keillor
- Douglas Kenney
- Min Jung Kim
- Alan King
- Florence King
- Laura Krafft
- Horatio Sheafe Krans
- Harvey Kurtzman

## L
- Robert Lanham
- Fran Lebowitz
- Charles Godfrey Leland
- Harmon Leon
- Sam Levenson
- David Ross Locke
- Augustus Baldwin Longstreet
- Charles Battell Loomis
- Frank Lovece
- Ed Lowe (journalist)
- Paul B. Lowney
- Richard A. Lupoff
- Stephen Lynch

## M
- Richard J.Mackin
- Maggie Van Ostrand
- Patricia Marx
- Andrew McClurg
- Chris Miller (writer)
- Christopher Moore
- Jason Mulgrew

## N
- Ted L. Nancy
- Ogden Nash
- Edgar Wilson Nye

## O
- Jack O'Brien
- Michael O'Donoghue

## P
- Dorothy Parker
- George Wilbur Peck
- S. J. Perelman
- Nick Pollotta
- Ludlow Porch
- Dawn Powell
- John R. Powers
- Roger Price

## R
- David Rakoff
- Opie Read
- Paul Rhymer
- Will Rogers
- Leo Rosten

## S
- Jacob Sager Weinstein
- Bob Sassone
- Ralph Schoenstein
- Eric Schulman
- Blake Schwendiman
- David Sedaris
- Streeter Seidell
- Jean Shepherd
- Bernard Shir-Cliff
- Pauly Shore
- Herb Shriner
- Max Shulman
- Lore Sjöberg
- Cornelia Otis Skinner
- H. Allen Smith
- Seba Smith
- Neil Steinberg
- Emil Steiner
- Norman D. Stevens

## T
- William Tenn
- James Thurber
- John Peter Toohey
- Calvin Trillin
- Mark Twain

## W
- John Warner
- Gene Weingarten
- Frances Miriam Whitcher
- Justin Wilson
- Steven Wright